# Provinz Khémisset
Khémisset (arabisch إقليم الخميسات, Tamazight: ⵜⴰⵙⴳⴰ ⵏ ⵅⵎⵉⵙⴰⵜ) ist eine Provinz in Marokko. Sie gehört seit der Verwaltungsreform von 2015 zur Region Rabat-Salé-Kénitra und liegt zwischen den Städten Meknès und Rabat. Die Provinz hat 521.815 Einwohner (2004). 

## Größte Orte
| Gemeinde         | Einwohner (2. Sept. 1994) | Einwohner (2. Sept. 2004) |
| ---------------- | ------------------------- | ------------------------- |
| Khémisset        | 88.785                    | 105.088                   |
| Tiflet           | 49.891                    | 69.640                    |
| Aït Yadine       | 18.273                    | 19.461                    |
| Oulmès           | 17.682                    | 19.014                    |
| Ezzhiliga        | 16.777                    | 15.506                    |
| Sidi el Ghandour | 15.231                    | 18.587                    |
| Brachoua         | 14.872                    | 12.371                    |
| El Ganzra        | 14.699                    | 13.404                    |
| Laghoualem       | 13.967                    | 12.560                    |
| M'Qam Tolba      | 13.642                    | 14.705                    |
| Majmaâ Tolba     | 13.482                    | 16.698                    |

## Geschichte
Vor der Verwaltungsreform  von 2015 gehörte die Provinz Khémisset zur Region Rabat-Salé-Zemmour-Zaer.